# Guillaume Peltier

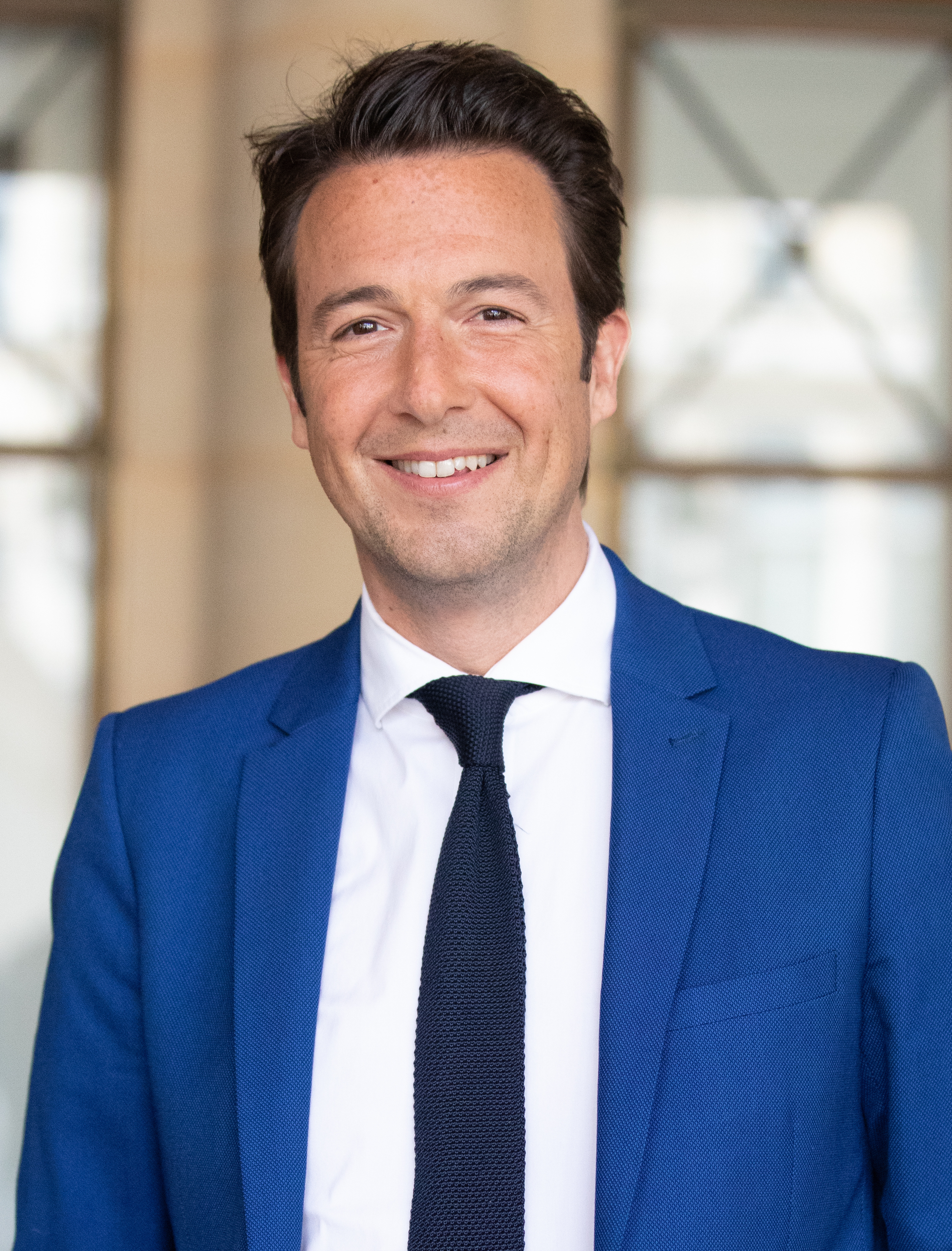
Guillaume Peltier (2022)

Guillaume Peltier [ɡi.jom pɛl.tje] (* 27. August 1976) ist ein französischer rechtsradikaler Politiker.

## Politische Aktivität
Peltier, der sich nach eigenen Angaben in seiner Jugend eher dem linken Spektrum zuordnete, sympathisierte im Zuge der Präsidentschaftswahl 1995 mit Jean-Marie Le Pen. In der Folge engagierte er sich in der Jugendorganisation des Front National. Ebenso gründete er 1996 die Organisation Jeunesse Action Chrétienté, die sich gegen Abtreibungen ausspricht. Ende der 1990er-Jahre verließ er die Jugendorganisation des FN wieder und schloss sich der UMP an.
Im Jahr 2014 wurde er zum Bürgermeister von Neung-sur-Beuvron gewählt, dieses Amt hatte er bis 2017 inne.
Im Juni 2017 wurde er Abgeordneter in der Nationalversammlung. Aufgrund des Verbots der Ämterkumulation legte er sein Amt als Bürgermeister nieder.
Peltier schloss sich im Januar 2022 der von Éric Zemmour gegründeten Partei Reconquête an, deren Vorstand er inzwischen angehört. Zuvor war er bereits von 2016 bis 2021 Sprecher, bzw. Vizepräsident der Les Républicains. 
Für die Europawahl 2024 stand Peltier auf Listenplatz 2 der Reconquête. Deren Wahlbündnis mit dem Centre national des indépendants et paysans erzielte bei der Wahl 5,47 %, womit Peltier ins Europaparlament einzog. Kurz nach der Wahl wurde er von Zemmour aus Reconquête ausgeschlossen. Er trat daraufhin der Partei Identité-Libertés bei.